# أبو محجن الثقفي
أَبُو مِحْجَن مالك بن حبيب الثَّقَفي (بعد 16 هـ - 637 م): أحد الأبطال الشعراء الكرماء في الجاهلية والإسلام. كان فارساً حارب المسلمين في غزوة ثقيف، وأسلم بعدها، وروى عدة أحاديث. نظم الشعر في الغزل والفخر والرثاء، ولكن شهرته تعتمد على خمرياته ووصفه للحرب. وديوانه الصغير مطبوع.
ذكره المدائني والبلاذري فيمن شهد معركة الجسر، وكان على رأس أربعمائة من ثقيف. وفي يوم الجسر له شعر في رثاء أخوانه، وابن عمه القائد أبو عبيد الثقفي. وهو الذي نهى عمر بن الخطاب عن تجسسه عليه فوافقه علي بن أبي طالب.
وكان محباً للخمر، فحده عمر بن الخطاب مراراً، ثم نفاه بعد حادث «الشموس بنت النعمان» إلى جزيرة في البحر يقال لها حضوضى، إلا أنه هرب من الحارس الذي رافقه قبل وصولهما تلك الجزيرة، ولحق بسعد بن أبي وقاص بالعراق، فحبسه، ولكنه أبلى في موقعة القادسية، فأعجب به سعد وأطلق سراحه. وفي سنة 16 هـ - بعد فتح المدائن - عاد أبو محجن إلى الخمر فنفاه عمر إلى باضع.

## النسب
- هو أَبُو مِحْجَن مالك - وقيل عبد الله - بن حُبَيِّب بن عمرو بن عمير بن عوف بن عُقْدة بن غِيَرة بن عوف بن قَسِيّ - ثقيف - الثّقفي.[21]
- أمه: كنود بنت عَبْد أمية بن عبد شمس بن عبد مناف بن قصي بن كلاب بن مرة بن كعب بن لؤي بن غالب بن قريش.[22][23]

## وصيته ووفاته
آخر ما وصلنا عن أبا محجن هو نفي عمر بن الخطاب له في سنة 16 هـ. وقد نقل أهل الأخبار أن أبا محجن أوصى قائلاً:

| إذا مت فادفني إلى جنب كرمة |  | تروي عظامي بعد موتي عروقها  |
| ولا تدفنني بالفلاة فإنني   |  | أخاف إذا ما مت أن لا أذوقها |

وزعم الهيثم بن عدي أنه أخبره من رأى قبر أبي محجن بأذربيجان - أو قال : في نواحي جرجان وقد نبتت عليه كرمة وظللت وأثمرت، فعجب الرجل وتذكر شعره. وقال الواقدي نفى عمر أبا محجن إلى باضع في سنة 16 هـ، وقال بروكلمان: «لم يزل أبو محجن يشرب الخمر حتى نفاه عمر إلى باضع، وهي مدينة مصوع على سواحل الحبشة. وتوفي بها بعد مدة وجيزة».

### هوامش
1. ↑  حضوضي : جزيرة كانت العرب قبل الإسلام تنفي اليها خلعاءها.